# Lagynophrya
Lagynophryidae
Genre
Classification GBIF
Famille
Genre
Lagynophrya est un genre de Ciliés de l'ordre des Haptorida et de la famille des Trachelophyllidae, ou bien unique représentant de la famille des Lagynophryidae.

## Étymologie
Le nom Lagynophrya est composé de lagyn-, « bouteille, flacon », et ophrys (du grec ancien οφρύς / ophrýs, « cil, cilium, cilié »), littéralement « bouteille ciliée ».

## Description
Selon Kahl, Lagynophrya regroupe de petits Holophryidae dont la forme varie entre allongée ovoïde à courte et cylindriques ; ils sont asymétrique (dorsalement convexe, ventralement plus ou moins allongés). Le pharynx se termine à l'extérieur par un cône de section ronde et renforcé de trichocystes. La brosse dorsale distincte chez certaines espèces est absente chez d'autres. Le genre est diphylétique et ne sert qu'à rassembler des formes répandues, pour la plupart rares et de peu d’intérêt.

## Habitat
Ce sont des ciliés marins.

## Systématique
Le genre Lagynophrya a été décrit en 1927 par le biologiste allemand Alfred Kahl initialement dans la famille des Holophryidae. La famille monogénérique des Lagynophryidae a été proposée en 1994 par le protistologiste français Jean Grain (d) dans le traité de zoologie de Grassé, proposition suivie par GBIF (2 novembre 2023). Le World Register of Marine Species (2 novembre 2023) classe quant à lui ce genre dans la famille des Trachelophyllidae.

## Liste des espèces
Selon GBIF (2 novembre 2023) :
- Lagynophrya acuminata Kahl, 1935
- Lagynophrya armata Kahl, 1935
- Lagynophrya conifera Kahl, 1930
- Lagynophrya contractilis Kahl, 1928
- Lagynophrya costata Kahl, 1933
- Lagynophrya fusidens Kahl, 1927
- Lagynophrya halophila Kahl, 1930
- Lagynophrya mamillata
- Lagynophrya maxima Burkovsky, 1970
- Lagynophrya mucicola Kahl, 1927
- Lagynophrya mutans Kahl, 1927
- Lagynophrya perlata Tucolesco, 1962
- Lagynophrya retractilis Kahl, 1927
- Lagynophrya rigida Tucolesco, 1962
- Lagynophrya rostrata Kahl, 1927
- Lagynophrya salina Kirby, 1932
- Lagynophrya simplex Kahl, 1927
- Lagynophrya spathidiiformis Dragesco, 1966
- Lagynophrya stammeri Lust, 1950
- Lagynophrya trichocystis Foissner, 1981